# Serra de Costuix (Alins)
La Serra de Costuix és una serra situada entre els municipis d'Alins i d'Esterri de Cardós a la comarca del Pallars Sobirà, amb una elevació màxima de 2.337 metres.